# CSM Oradea (baschet)
CSM Oradea este un club românesc de baschet masculin cu sediul în Oradea, România. Clubul a fost înființat în 2003, dar a promovat în Divizia A doar în 2005, unde a rămas până în prezent. A jucat trei finale de campionat, dintre care două câștigate în sezonul 2015-2016, împotriva echipei BC Mureș Târgu-Mureș și în sezonul 2017-2018, împotriva echipei CSM Steaua Eximbank.

## Istorie
CSM Oradea a fost înființată în anul 2003, dar a promovat în Divizia A abia în 2005. Cea mai bună performanță a echipei a fost în 2012. când au ajuns în semifinalele Cupei României, iar în 2013 a obținut locul trei.
În sezonul 2012-2013, echipa a terminat pe locul doi sezonul regulat (23 de victorii și 7 înfrângeri) și s-a calificat în play-off. În prima rundă, echipa a învins 3-1 împotriva U Mobitelco Cluj, iar în următoare fază a fost îvinsă 1-3 de campionii en-tire Asesoft Ploiești. CSM Oradea a jucat pentru locul trei cu Gaz Metan Mediaș și a câștigat 2-1. 
În sezonul 2013–2014, echipa a jucat pentru prima oară într-o competiție europeană, EuroChallenge. De asemenea, a ajuns în finala Cupei României și a Ligii Naționale, pierzându-le pe amândouă.
În sezonul 2015-2016 CSM Oradea a pierdut finala Cupei României împotriva echipei U BT Cluj Napoca, echipă pe care bihorenii urmează să o elimine în meciul 4 al semifinalelor din play-off, iar în finală impunându-se în meciul decisiv jucat cu casa închisă în Arena Antonio Alexe, împotriva echipei din Târgu Mureș, acesta fiind primul titlu din istoria clubului.
Sezonul 2016-2017 a adus un parcurs istoric pentru club. Primul meci a fost unul cu trofeul pe masă: Supercupa României pierdută în compania rivalei de pe Someș, U BT Cluj Napoca. Trecând de ambele tururi din calificări, joacă în grupele Champions League, fiind prima echipă din România care reușește să participe în competiția continentală, unde reușesc victorii impresionante împotriva unor echipe precum Avtodor Saratov (RUSIA) sau Kataja Basket(FINLANDA), meci în care Martin Zeno a egalat recordul numărului de puncte marcate într-o partidă (42 puncte). În urma celor 18 meciuri (cele mai multe disputate de vreo echipă de pe continent în acel sezon), echipa orădeană reușește calificarea în optimile de finală ale competiției FIBA EURO CUP, unde este învinsă în urma celui de-al doilea meci jucat în acea manșă. După un număr record de meciuri oficiale jucate de oricare altă echipă românească (64 de meciuri în competiții naționale și internaționale), CSM Oradea câștigă medalia de bronz în meciul decisiv disputat împotriva echipei BC CSU Sibiu (2-1 la general), după un buzzer beater marcat de fostul jucător William Franklin #55.
În sezonul 2017-2018, CSM Oradea are ocazia de a juca din nou într-o competiție europeană, dar ratează calificarea după primul tur. Reușește să joace din nou finala Cupei României, dar cedează în fața echipei din Cluj. În ciuda rezultatelor negative, echipa bihoreană are un parcurs aproape perfect în faza a doua a campionatului, ieșind învingătoare în majoritatea meciurilor din Top 6. În play-off se confruntă cu echipele din Pitești și Sibiu, iar în finală întâlnește formația din capitală, CSM Steaua Eximbank București, în fața căreia se impune în 4 meciuri, scorul fiind de 3-1 și astfel leii roșii cueresc al doilea titlu de campioană a României în 3 ani.
Sezonul 2018-2019 a început cu o nouă confruntare în Supercupa României pe care, nici de această dată, nu o cuerește. Echipa este acceptată să joace în calificările Champions League, dar pierde în primul tur și va juca în grupele FIBA EuroCup.

## Palmares
Liga Națională:
 Campioni (3): 2015-2016, 2017-2018, 2018-2019
 Vicecampioni (5): 2013-2014, 2020-2021, 2022-2023, 2023-2024, 2024-2025
 Cupa României:
 Finaliști: (8) 2014, 2016, 2018, 2019, 2020, 2021, 2023, 2025
 Supercupa României
 Câștigători: (1) 2019
 Finaliști (2): 2016, 2018
 FIBA Europe Cup:
- Locul 3 (1): 2020-2021

## Lotul curent
La data de 11 Martie 2024
| Nr. | Nume                    | Naț.                       | Poziție      | Vârstă |
| --- | ----------------------- | -------------------------- | ------------ | ------ |
| 0   | Richard, Kristopher     | Statele Unite ale Americii | Fundaș       | 35 ani |
| 20  | Toddrick Gotcher        | Statele Unite ale Americii | Fundas       | 30 ani |
| 21  | Jonathan Harold Arledge | Statele Unite ale Americii | Pivot        | 32 ani |
| 5   | Donatas Tarolis         | Lituania                   | Extrema mare | 29 ani |
| 22  | Nijal Eman Pearson      | Statele Unite ale Americii | Fundaș       | 26 ani |
| 7   | Tudor Gheorghe          | Romania                    | Fundaș       | 26 ani |
| 28  | Muresan Raul Nicolae    | Romania                    | Pivot        | 22 ani |
| 14  | Karol Marian Schmidt    | Romania                    | Extrema Mare | 20 ani |
| 26  | Cătălin Baciu           | România                    | Pivot        | 35 ani |
| 23  | Luca Năstruț            | Romania                    | Fundaș       | 20 ani |
| 24  | Bogdan Nicolescu (c)    | România                    | Extremă      | 27 ani |
| 35  | Lennard Freeman         | Statele Unite ale Americii | Pivot        | 29 ani |
| 1   | Abdul Gaddy             | Statele Unite Ale Americii | Fundas       | 32 ani |

## Hall of Fame
| Nume             | Naționalitate              | Rolul                     | Perioada                  | Anul introducerii |
| ---------------- | -------------------------- | ------------------------- | ------------------------- | ----------------- |
| Antonio Alexe    | România                    | Jucător                   | 1988 - 1993               | 2019              |
| Cristian Achim   | România                    | Antrenor                  | 2009 -                    | 2019              |
| Will Franklin    | Statele Unite ale Americii | Jucător                   | 2011 - 2014/ 2017         | 2019              |
| Andjelko Mandic  | Serbia                     | Jucător                   | 2009 - 2011               | 2020              |
| Nemanja Maric    | Serbia                     | Jucător                   | 2009 - 2015               | 2020              |
| Martin Zeno      | Statele Unite ale Americii | Jucător                   | 2016 - 2018               | 2021              |
| Sean Barnette    | Statele Unite ale Americii | Jucător                   | 2015 - 2017 / 2018 - 2022 | 2023              |
| Radovan Marković | Serbia                     | Jucător / Antrenor secund | 2013 - 2016 / 2019 -      | 2024              |

## Legăturiexterne
- Site oficial